# Zeta - Una storia hip-hop
Zeta - Una storia hip-hop è un film del 2016 diretto da Cosimo Alemà.
Il film è stato dedicato alla memoria del rapper Primo Brown.

## Trama
In una Roma che si divide verticalmente tra centro e periferia, ricchi e poveri, famosi e non famosi, Alex/Zeta, Gaia e Marco sono tre amici poco meno che ventenni con il sogno di sfuggire al destino che la società ha in serbo per loro. La vita di strada, il lavoro al mercato, i casermoni di periferia, la povertà, il piccolo spaccio, il sogno dell'hip hop: questa è la vita per Alex fino a che il sogno non diventa realtà, e lui si trova catapultato nel mondo del rap a giocarsi la sua partita e a far vedere quanto vale. Ma gestire il proprio destino è una faccenda complessa e Alex commette molti errori, fino a ritrovarsi solo, con un successo effimero e senza punti di riferimento. Dovrà affrontare i suoi demoni, la durezza del mondo e la sua confusione per superare la linea d’ombra, imparando ad amare la sua rabbia e riuscendo nell’impresa più difficile: capire fino in fondo cosa desidera.

## Produzione
Il regista ha affermato che prima di arrivare alla scelta di Izi come protagonista del film ha contattato circa altri 200 rapper e cantanti.
Le riprese sono state effettuate principalmente nel quartiere periferico di Tor Bella Monaca e al Corviale, un grande edificio situato nella periferia sud-ovest di Roma.

## Colonna sonora
La colonna sonora del film è stata svelata e pubblicata qualche giorno prima dell'uscita del film su Spotify.

### Tracce
- Salmo – Mic Taser
- Sante – Serpente (cantata da Tormento)
- Izi – Izis
- Zedyo, Ballistic & Masta (Beat by Smb) – Come La Veille
- Metal Carter – Cult Leader
- Andrea Farri – Sotto La Pioggia
- Tony Haze & Fatt Mc (prod. Sick Luke) – Vieni Via Con Me
- Shablo – Timeless Spirit
- Izi feat. Moses Sangare – Trafitto
- Baby K feat. Sante – Licenza Di Uccidere RMX
- Rancore & Dj Myke – S.U.N.S.H.I.N.E.
- Shablo feat. Raffaela Hebert – Chessplaying This Dame
- Briga – L'Amore è qua
- Rocco Hunt – O' Posto Mio
- Izi – Niente da perdere
- Cor Veleno – Testa Rotta
- Izi – Chic
- Izi feat. Moses Sangare – Scusa
- Lowlow – La solitudine del numero 1
- Noyz Narcos – Attica
- Andrea Farri – Insieme
- Izi feat. Ensi – Casa
- Izi feat. Sfera Ebbasta – Tutto apposto (prod. Charlie Charles)

## Accoglienza

### Incassi
Il film, uscito e distribuito in 263 sale da Koch Media, ha registrato nel primo weekend d'uscita circa 440000 € di incassi, piazzandosi in terza posizione nel botteghino italiano.
Il film ha incassato in totale 717000 €.